# Vino 4ever/2014
Deze pagina geeft een overzicht van de Vino 4ever-wielerploeg in 2014.

## Algemene gegevens
Algemeen manager: Venera Gavrilova
Ploegleider: Sergej Kroesjina, Sergej Danniker, Vladimir Volosjin
Fietsmerk: Specialized

## Renners
| Naam                         | Geboortedatum | Nationaliteit | Ploeg 2013              |
| ---------------------------- | ------------- | ------------- | ----------------------- |
| Stepan Astafjev              | 27-01-1994    | Kazachstan    |                         |
| Artjom Golovasjenko          | 21-02-1988    | Kazachstan    |                         |
| Timoer Kazahtsev             | 23-09-1994    | Kazachstan    |                         |
| Dmitri Loekjanov (vanaf 1-9) | 09-03-1993    | Kazachstan    |                         |
| Vitali Maroekhin             | 30-05-1994    | Kazachstan    |                         |
| Kirill Proloebnikov          | 13-06-1994    | Kazachstan    |                         |
| Aleksandr Sjoesjemoin        | 23-02-1987    | Kazachstan    | Continental Team Astana |
| Sergej Vlassenko             | 29-10-1993    | Kazachstan    |                         |
| Taras Voropajev              | 28-06-1992    | Kazachstan    |                         |
| Artjom Zakharov (vanaf 1-9)  | 27-10-1991    | Kazachstan    |                         |
| Oleg Zemljakov               | 07-07-1993    | Kazachstan    |                         |
| Vitali Zverev                | 31-01-1995    | Kazachstan    |                         |